# Margarita Pérez de Celis
Margarita Pérez de Celis (Cádiz, 1840-Cádiz, 1882) fue una editora de prensa feminista española, escritora de El Pensil, maestra, bordadora, costurera, cordonera, cigarrera y perteneciente al movimiento obrero-Fourierista en España. Se trata de una de las grandes representantes de la rebeldía andaluza.   

## Biografía
Pérez de Celis y Torhbanh nació en Cádiz en 1840. Su padre era un comerciante de la ciudad y su madre era extranjera, habitual en esta urbe cosmopolita en aquella época.
En los padrones de la ciudad de Cádiz se le vincula con su amiga María Josefa Zapata, con la cual compartía aficiones literarias, empresas periodísticas y vida en común. Editaron una serie de pensiles y trabajaron como bordadoras y costureras para las socialistas francesas residentes en Cádiz. Ambas fueron ejemplo de la salida de la mujer del “encierro doméstico” y desarrollaron una vida activa política e intelectual.
Fieles a su pensamiento de independencia de la mujer permanecieron solteras y nunca se casaron. En épocas de estrechez debieron compartir vivienda con otras mujeres que también se dedicaban a la costura. En 1878, Pérez de Celis vivió en una casa de vecindad en uno de los barrios más importantes de Cádiz. Trabajó también como cordonera y cigarrera, hasta su muerte el 30 de noviembre de 1882 por una congestión cerebral.
Pérez de Celis es considerada una de las pioneras de los primeros núcleos feministas gaditanos de tendencia fourista. Las escasas referencias biográficas que se recogen sobre ella  muestran la doble marginación que sufrió como mujer y como escritora, ya que no conoció el éxito literario en su tiempo.

## Prensa española delsigloXIX
A mediados del siglo XIX, en España nacen una serie de escritoras que buscan reconocimiento literario, consolidando el mercado publicitario dirigido a mujeres. En sus escritos mostrarían sus intereses, expresando los anhelos sin cumplir y los sentimientos femeninos. Además, rompieron con los esquemas de sumisión y subordinación.
La zona de Cádiz fue uno de los lugares donde esta nueva literatura emergió, destacando María Josefa Zapata y Margarita Pérez de Celis. Ambas seguidoras de las doctrinas del socialismo utópico francés crearon cinco títulos (El Pensil Gaditano, El Pensil de Iberia, El Nuevo Pensil de Iberia, El Pensil de Iberia y La Buena Nueva), con el objetivo de crear una literatura sin género, con temáticas de sexo y denunciando la marginación a la que estaban sometidas las mujeres.
En estos periódicos se observaba el mismo entusiasmo que en las revoluciones del 48, conocidas como “primavera de los pueblos”, el deseo de progreso, igualdad y rompiendo con los parámetros de sumisión anteriores. Con ello podemos pensar que en pleno Sexenio democrático (última etapa de la revolución liberal en España que representó el intento de ampliar el liberalismo e instaurar la democracia) ya existían sociedades femeninas con conciencia feminista, lo cual ayudará a un cambio social y educativo.

## Fourierismo
La entrada del fourierismo en España se produjo gracias a Joaquín Abreu, quien durante el trienio liberal tuvo que marchar al exilio francés, lo cual le permitió establecer contacto con los representantes de las escuelas falansterianas. A su regreso, impregnó a la prensa y folletos divulgativos con estas ideas. Fueron las fourieristas gaditanas (de las que formó parte Margarita Pérez de Celis y María Josefa Zapata) las primeras en reivindicar una serie de mejoras relacionadas con la sociedad, defender la igualdad entre hombres y mujeres, fomentar la idea de acceso de las mujeres a la educación, luchar por el derecho real de gestionar los bienes patrimoniales heredados y reivindicar la justicia salarial de las trabajadoras. Todas estas protestas y propuestas fueron defendidas a final de siglo por Rosario de Acuña y las mujeres que militaron en el feminismo librepensador, aún lejos del sufragio.

## Labor como escritora
Pérez de Celis continuó la trayectoria iniciada en 1763 por Beatriz Cienfuegos, la pensadora gaditana, autora de la más importante publicación periodística del Cádiz de la Ilustración.
De manera individual comenzó con El Pensil Gaditano (1856), periódico de literatura, ciencias y arte publicado de manera quinquenal que invitaba a distinguidas escritoras para escribir composiciones para el periódico. Este periódico se consideró como la primera obra feminista del siglo XIX en España. Entre estas autoras destaca Rosa Marina, quien escribió una serie de artículos sobre los deberes y los derechos de la mujer en la sociedad. Ese mismo año (1856) apareció el Pensil de Iberia, periódico de literatura, ciencias, artes y teatros de periodicidad decenal. Las series más largas se dieron con el Nuevo Pensil de Iberia (1857 - 1858), periódico de literatura, ciencias, artes y teatros. Este pensil tiene un carácter revolucionario al tener un discurso igualitario entre hombres y mujeres. También critica las condiciones de vida y la explotación de la clase trabajadora y de la mujer, llevándolas a prostituirse para sobrevivir o casarse por conveniencia. La última etapa de publicaciones se dio en 1859 con el Pensil de Iberia, revista universal contemporánea que terminó siendo censurada. 
Tanto Margarita Pérez de Celis como María Josefa Zapata se encargaron de la dirección y confección de la mayoría de los artículos, traducciones y poesías que se publicaban en todos los periódicos. También cabe destacar la colaboración de José Bartorelo Quintana (médico), hermano de Enrique Bartorelo, quien poseía un taller fotográfico. Ahí se reunían los simpatizantes republicanos de la ciudad. Con ello se puede observar la fuerte relación e ideológica de las autoras de estos pensíles, destacándose por la ideología fourierista y republicana. 
En 1865 nació La Buena Nueva, periódico de literatura, ciencias, artes e industrias. Las últimas publicaciones de las fourieristas gaditanas, también dirigidas por Mª Josefa Zapata y Pérez de Celis. 
En numerosas ocasiones sus publicaciones fueron denunciadas por ser contrarias a la fe católica y a la moral cristiana. En concreto fue objeto de crítica, por parte del obispado gaditano, la serie que bajo el título «Leyendas morales» firmaba Rosa Marina. También se censuró la poesía que Margarita Pérez de Celis destina a una encendida pasión carnal que se consuma más allá de la muerte, teniendo como tema el amor, que en ocasiones era establecido en diálogos directos y sinceros entre los amantes. 
El segundo tema más utilizado en sus publicaciones es el referido a Dios, observado como “el gran hacedor del universo, el inspirador de esta ley divina basada en la atracción y el amor universal”. También utilizaba su mensaje como una evangelización alegando la protesta y la búsqueda de la justicia en la tierra, no el más allá. Básicamente, el mensaje de Pérez de Celis se basaba en la salvación religiosa y en la emancipación social. Además, Pérez de Celis indicaba que si Dios había librado a la mujer de la esclavitud física, le había proporcionado el alma igual a la del hombre y la había hecho responsable de su conducta, hombres y mujeres debían ser iguales en castigos y en recompensas. Margarita remarcó la necesidad de libertad para las mujeres, por ejemplo, reivindicando que debían ser libres para unirse en matrimonio o para unirse con hombres por atracción. También denunció la inferioridad de las condiciones de las mujeres para acceder a una formación académica, laborales, etc. Si la mujer pudiese acceder a un puesto de trabajo se eximiría al varón de la obligación de mantener a la esposa, por lo que se romperían con todos los cánones establecidos hasta el momento. También sería un instrumento de libertad que impediría el matrimonio forzoso y aseguraría una vida óptima para las mujeres solas, solteras o viudas y que, además, tuviesen obligaciones o cargas familiares.

“Y sobre todos juntos, debiera desearlo más ardientemente que nadie la mujer; sí, hermanos, la mujer de todas las clases sociales, pues todas igualmente se hallan agobiadas de imprescindibles deberes, y sin más derechos que los que tiene a bien concederles su dueño y señor, puesto que aún es súbdita del hombre, a pesar de las innovaciones introducidas por la práctica del derecho moderno, en vez de su amorosa e inseparable compañera, que es lo que debiera ser”
Margarita Pérez de Celis

La autora Rosa Marina publicó un libro llamado La mujer y la sociedad donde narra y protesta por la defensa de la libertad y los derechos femeninos. En la obra se iguala intelectualmente con los hombres, a quienes busca como destinatarios e interlocutores. Margarita Pérez de Celis actuó como autora del prólogo del libro, este hecho no debió pasar desapercibido y mostraba un rasgo de modernidad “acabando” con la tradición de que un varón dotara la obra de calidad y seriedad.
Todas estas feministas tenían un gran compromiso ideológico con el humanismo utópico cultivado por los foureristas. Margarita Pérez de Celis se hizo cargo del club republicano “Mariana Pineda” en el momento de la marcha de su fundadora Guillermina Rojas. Este club después se uniría a la Internacional. A diferencia de las clases altas, las republicanas no realizaban caridad ni beneficencia para la sociedad, sino que reclamaban y luchaban por los derechos sociales. 
Tanto Margarita Pérez de Celis como María Josefa Zapata “habrían sido capaces de realizar un llamamiento al sexo, al colectivo, demostrando la superación de la tópica representación de la mujer excepcional, única entre parias, para iniciar una lucha en común que emancipe, libere e iguale a todo el sexo”.